# Новая (Гришинское сельское поселение)
Новая — деревня в Оленинском муниципальном округе Тверской области.

## География
Находится в юго-западной части Тверской области на расстоянии приблизительно 5 км на юг по прямой от административного центра округа поселка Оленино.

## История
Была отмечена уже только на карте 1939 года (тогда 27 дворов). До 2019 года входила в состав ныне упразднённого Гришинского сельского поселения.

## Население
Численность населения: 8 человек (русские 100 %) в 2002 году, 8 в 2010.